# Squash nos Jogos Pan-Americanos de 2023 - Equipes masculinas
O torneio por equipes masculinas do squash nos Jogos Pan-Americanos de 2023 foi disputado entre 3 e 5 de novembro de 2023 no Centro Esportivo de Raquetes, localizado no cluster do Estádio Nacional. Um total de 24 competidores de 8 Comitês Olímpicos Nacionais (CON) participaram do evento.

## Calendário
Horário local (UTC−3).
| Data          | Hora  | Fase                                        |
| ------------- | ----- | ------------------------------------------- |
| 3 de novembro | 12:15 | Quartas de final                            |
| 4 de novembro | 10:00 | Classificação 5º–8º lugar                   |
| 4 de novembro | 12:15 | Semifinais                                  |
| 4 de novembro | 17:00 | Disputa pelo 5º lugar Disputa pelo 7º lugar |
| 5 de novembro | 10:00 | Final                                       |

## Medalhistas
|  | COL Colômbia                                              |  | ARG Argentina                                   |  | CAN Canadá                                     |  | PER Peru                                  |
|  | Juan Camilo Vargas Ronald Palomino Miguel Ángel Rodríguez |  | Roberto Pezzota Leandro Romiglio Jeremías Azaña |  | David Baillargeon Graeme Schnell George Crowne |  | Diego Elías Alonso Escudero Rafael Gálvez |

## Resultados
As quartas de final foram realizadas em 3 de novembro, as semifinais em 4 de novembro e a final ocorreu em 5 de novembro de 2023. Os perdedores das semifinais garantiram automaticamente as medalhas de bronze.
|  | Quartas de final                    | Quartas de final                    | Quartas de final |  |  | Semifinal     | Semifinal     | Semifinal     |   |              | Final        | Final | Final |
|  |                                     |                                     |                  |  |  |               |               |               |   |              |              |       |       |
|  | COL Colômbia                        | COL Colômbia                        | 2                |  |  |               |               |               |   |              |              |       |       |
|  | CHI Chile                           | CHI Chile                           | 0                |  |  | COL Colômbia  | COL Colômbia  | 2             |   |              |              |       |       |
|  | CAN Canadá                          | CAN Canadá                          | 2                |  |  | CAN Canadá    | CAN Canadá    | 0             |   |              |              |       |       |
|  | USA Estados Unidos                  | USA Estados Unidos                  | 0                |  |  |               |               |               |   | COL Colômbia | COL Colômbia | 2     |       |
|  | ARG Argentina                       | ARG Argentina                       | 2                |  |  |               | ARG Argentina | ARG Argentina | 0 |              |              |       |       |
|  | MEX México                          | MEX México                          | 0                |  |  | ARG Argentina | ARG Argentina | 2             |   |              |              |       |       |
|  | EAI Equipe de Atletas Independentes | EAI Equipe de Atletas Independentes | 0                |  |  | PER Peru      | PER Peru      | 1             |   |              |              |       |       |
|  | PER Peru                            | PER Peru                            | 2                |  |  |               |               |               |   |              |              |       |       |
|  |                                     |                                     |                  |  |  |               |               |               |   |              |              |       |       |
|  |                                     |                                     |                  |  |  |               |               |               |   |              |              |       |       |

|  | Classificação 5º–8º lugar           | Classificação 5º–8º lugar |   |           | Disputa pelo 5º lugar               | Disputa pelo 5º lugar |  |
|  |                                     |                           |   |           |                                     |                       |  |
|  |                                     |                           |   |           |                                     |                       |  |
|  | CHI Chile                           | 0                         |   |           |                                     |                       |  |
|  | USA Estados Unidos                  | 2                         |   |           |                                     |                       |  |
|  |                                     |                           |   |           |                                     |                       |  |
|  |                                     |                           |   |           |                                     |                       |  |
|  |                                     |                           |   |           | USA Estados Unidos                  | 2                     |  |
|  |                                     | MEX México                | 1 |           |                                     |                       |  |
|  |                                     |                           |   |           |                                     |                       |  |
|  |                                     |                           |   |           |                                     |                       |  |
|  |                                     |                           |   |           | Disputa pelo 7º lugar               |                       |  |
|  |                                     |                           |   |           |                                     |                       |  |
|  | MEX México                          | 2                         |   | CHI Chile | 0                                   |                       |  |
|  | EAI Equipe de Atletas Independentes | 0                         |   |           | EAI Equipe de Atletas Independentes | 3                     |  |

### Quartas de final
| 3 de novembro 12:15 Relatório | Colômbia COL | 2 – 0 | CHI Chile |  |

|                        | Partidas individuais   |       |                     |                   |
| Ronald Palomino        | Ronald Palomino        | 3 – 0 | Agustín Carranza    | 11–6, 11–8, 12–10 |
| Miguel Ángel Rodríguez | Miguel Ángel Rodríguez | 3 – 0 | José Tomás Gallegos | 11–7, 11–6, 13–11 |
|                        |                        |       |                     |                   |
|                        |                        |       |                     |                   |
|                        |                        |       |                     |                   |

| 3 de novembro 12:15 Relatório | Canadá CAN | 2 – 0 | USA Estados Unidos |  |

|                   | Partidas individuais |       |                  |                               |
| Graeme Schnell    | Graeme Schnell       | 3 – 2 | Todd Harrity     | 4–11, 6–11, 11–4, 11–7, 11–2  |
| David Baillargeon | David Baillargeon    | 3 – 2 | Timothy Brownell | 11–5, 11–7, 12–14, 8–11, 11–6 |
|                   |                      |       |                  |                               |
|                   |                      |       |                  |                               |
|                   |                      |       |                  |                               |

| 3 de novembro 12:15 Relatório | Argentina ARG | 2 – 0 | MEX México |  |

|                  | Partidas individuais |       |                 |                               |
| Roberto Pezzota  | Roberto Pezzota      | 3 – 2 | Arturo Salazar  | 7–11, 12–10, 11–9, 7–11, 11–5 |
| Leandro Romiglio | Leandro Romiglio     | 3 – 1 | Leonel Cárdenas | 11–7, 6–11, 12–10, 11–4       |
|                  |                      |       |                 |                               |
|                  |                      |       |                 |                               |
|                  |                      |       |                 |                               |

| 3 de novembro 12:15 Relatório | Equipe de Atletas Independentes EAI | 0 – 2 | PER Peru |  |

|                 | Partidas individuais |       |               |                              |
| Luis Quisquinay | Luis Quisquinay      | 2 – 3 | Rafael Gálvez | 11–4, 5–11, 11–9, 6–11, 4–11 |
| Josué Enríquez  | Josué Enríquez       | 0 – 3 | Diego Elías   | 5–11, 3–11, 9–11             |
|                 |                      |       |               |                              |
|                 |                      |       |               |                              |
|                 |                      |       |               |                              |

### Classificação 5º–8º lugar
| 4 de novembro 10:00 Relatório | Chile CHI | 0 – 2 | USA Estados Unidos |  |

|                     | Partidas individuais |       |                  |                  |
| Matías Lacroix      | Matías Lacroix       | 0 – 3 | Shahjahan Khan   | 4–11, 3–11, 3–11 |
| José Tomás Gallegos | José Tomás Gallegos  | 0 – 3 | Timothy Brownell | 4–11, 4–11, 5–11 |
|                     |                      |       |                  |                  |
|                     |                      |       |                  |                  |
|                     |                      |       |                  |                  |

| 4 de novembro 10:00 Relatório | México MEX | 2 – 0 | EAI Equipe de Atletas Independentes |  |

|                 | Partidas individuais |       |                    |                         |
| César Salazar   | César Salazar        | 3 – 1 | Alejandro Enríquez | 11–8, 11–3, 9–11, 11–7  |
| Leonel Cárdenas | Leonel Cárdenas      | 3 – 0 | Josué Enríquez     | 11–0, 11–0, 11–0 (w.o.) |
|                 |                      |       |                    |                         |
|                 |                      |       |                    |                         |
|                 |                      |       |                    |                         |

### Semifinal
| 4 de novembro 12:15 Relatório | Colômbia COL | 2 – 0 | CAN Canadá |  |

|                        | Partidas individuais   |       |                   |                        |
| Juan Camilo Vargas     | Juan Camilo Vargas     | 3 – 0 | George Crowne     | 11–7, 11–4, 11–2       |
| Miguel Ángel Rodríguez | Miguel Ángel Rodríguez | 3 – 1 | David Baillargeon | 4–11, 11–6, 11–9, 11–4 |
|                        |                        |       |                   |                        |
|                        |                        |       |                   |                        |
|                        |                        |       |                   |                        |

| 4 de novembro 12:15 Relatório | Argentina ARG | 2 – 1 | PER Peru |  |

|                  | Partidas individuais |       |                 |                              |
| Jeremías Azaña   | Jeremías Azaña       | 3 – 2 | Alonso Escudero | 7–11, 4–11, 11–2, 11–9, 11–9 |
| Leandro Romiglio | Leandro Romiglio     | 0 – 3 | Diego Elías     | 5–11, 8–11, 8–11             |
| Roberto Pezzota  | Roberto Pezzota      | 3 – 0 | Rafael Gálvez   | 11–5, 11–8, 11–5             |
|                  |                      |       |                 |                              |
|                  |                      |       |                 |                              |

### Disputa pelo 7º lugar
| 4 de novembro 17:00 Relatório | Chile CHI | 0 – 3 | EAI Equipe de Atletas Independentes |  |

|                     | Partidas individuais |       |                    |                         |
| Matías Lacroix      | Matías Lacroix       | 1 – 3 | Alejandro Enríquez | 11–7, 10–12, 4–11, 7–11 |
| José Tomás Gallegos | José Tomás Gallegos  | 1 – 3 | Josué Enríquez     | 11–5, 6–11, 9–11, 7–11  |
| Agustín Carranza    | Agustín Carranza     | 0 – 2 | Luis Quisquinay    | 12–14, 7–11             |
|                     |                      |       |                    |                         |
|                     |                      |       |                    |                         |

### Disputa pelo 5º lugar
| 4 de novembro 17:00 Relatório | Estados Unidos USA | 2 – 1 | MEX México |  |

|                  | Partidas individuais |       |                 |                          |
| Shahjahan Khan   | Shahjahan Khan       | 3 – 0 | César Salazar   | 11–8, 11–9, 11–8         |
| Timothy Brownell | Timothy Brownell     | 1 – 3 | Leonel Cárdenas | 11–5, 11–13, 6–11, 10–12 |
| Todd Harrity     | Todd Harrity         | 2 – 0 | Arturo Salazar  | 11–3, 6–0 (ret.)         |
|                  |                      |       |                 |                          |
|                  |                      |       |                 |                          |

### Final
| 5 de novembro 10:00 Relatório | Colômbia COL | 2 – 0 | ARG Argentina |  |

|                        | Partidas individuais   |       |                  |                              |
| Juan Camilo Vargas     | Juan Camilo Vargas     | 3 – 1 | Jeremías Azaña   | 11–4, 8–11, 11–6, 11–4       |
| Miguel Ángel Rodríguez | Miguel Ángel Rodríguez | 3 – 2 | Leandro Romiglio | 7–11, 4–11, 11–7, 11–6, 11–3 |
|                        |                        |       |                  |                              |
|                        |                        |       |                  |                              |
|                        |                        |       |                  |                              |